# Commission municipale du Québec
Pour les articles homonymes, voir CMQ.
La Commission municipale du Québec (CMQ) est un organisme gouvernemental et un tribunal administratif indépendant qui assure le respect des normes et des lois s'appliquant à la gestion des municipalités du Québec. 
En plus de constituer un tribunal administratif, la Commission municipale du Québec agit comme organisme de vérification, de commission d'enquête publique, d'administrateur et tuteur pour les municipalités en difficulté et d'organisme conseil pour le ministère des Affaires municipales et de l'Habitation.   

## Histoire
Fondé en 1932 à la suite du krach de 1929, cet organisme a comme objectif de surveiller l'administration des municipalités locales et les municipalités régionales de comté de la province.
En 1934, la compétence de la Commission est étendue à la Ville de Montréal. 
En 1971, le pouvoir est accordé à la Commission de s'adresser à la Cour supérieure du Québec pour demander la mise sous tutelle d'une municipalité incapable d'administrer ses affaires courantes. 

### Documents et liens externes
- Commission municipale du Québec
- Ministère des Affaires municipales et de l'Habitation du Québec